# 24 Heures du Mans 1971
Navigation
Édition précédente Édition suivante
Les 24 Heures du Mans 1971 sont la 39e édition de l'épreuve et se déroulent les 12 et 13 juin 1971 sur le circuit de la Sarthe. Cette course est la neuvième manche du Championnat du monde des voitures de sport 1971 (WSC - World Sportscar Championship).

## Nombre de pilotes qualifiés pour la course
99 pilotes s'élancent de la grille de départ de ces trente-neuvièmes 24 Heures du Mans. Marie-Claude Charmasson, alias Marie-Claude Beaumont, est la première femme pilote depuis 1954 à s'engager sur la classique mancelle.
| 33 Français      | 17 Suisses | 12 Britanniques | 9 Américains  | 8 Allemands     |
| 6 Belges         | 4 Italiens | 2 Autrichiens   | 1 Canadien    | 1 Espagnol      |
| 1 Luxembourgeois | 1 Marocain | 1 Mexicain      | 1 Néerlandais | 1 Néo-Zélandais |
| 1 Suédois        |            |                 |               |                 |

## Déroulement de la course

### Classements intermédiaires
| Pos. | Après la 1re heure | Après la 1re heure                                                                | Après 6 heures | Après 6 heures                                                                    | Après 12 heures | Après 12 heures                                                                   | Après 18 heures | Après 18 heures                                                                |
| Pos. | n°                 | Voiture / Pilotes                                                                 | n°             | Voiture / Pilotes                                                                 | n°              | Voiture / Pilotes                                                                 | n°              | Voiture / Pilotes                                                              |
| ---- | ------------------ | --------------------------------------------------------------------------------- | -------------- | --------------------------------------------------------------------------------- | --------------- | --------------------------------------------------------------------------------- | --------------- | ------------------------------------------------------------------------------ |
| 1    | 18                 | John Wyer Automotive Engineering Ltd. Porsche 917 LH (S / 5.0) Rodríguez - Oliver | 18             | John Wyer Automotive Engineering Ltd. Porsche 917 LH (S / 5.0) Rodríguez - Oliver | 15              | Escuderia Montjuich Ferrari 512 M (S / 5.0) Juncadella - Vaccarella               | 22              | Martini Racing Team Porsche 917 K (S / 5.0) Marko - van Lennep                 |
| 2    | 17                 | John Wyer Automotive Engineering Ltd. Porsche 917 LH (S / 5.0) Siffert - Bell     | 17             | John Wyer Automotive Engineering Ltd. Porsche 917 LH (S / 5.0) Siffert - Bell     | 22              | Martini Racing Team Porsche 917 K (S / 5.0) Marko - van Lennep                    | 19              | John Wyer Automotive Engineering Ltd. Porsche 917 K (S / 5.0) Attwood - Müller |
| 3    | 21                 | Martini Racing Team Porsche 917 LH (S / 5.0) Elford - Larrousse                   | 19             | John Wyer Automotive Engineering Ltd. Porsche 917 K (S / 5.0) Attwood - Müller    | 18              | John Wyer Automotive Engineering Ltd. Porsche 917 LH (S / 5.0) Rodríguez - Oliver | 12              | North American Racing Team Ferrari 512 M (S / 5.0) Posey - Adamowicz           |
| 4    | 11                 | Roger Penske / Kirk F. White Ferrari 512 M/P (S / 5.0) Donohue - Hobbs            | 15             | Escuderia Montjuich Ferrari 512 M (S / 5.0) Juncadella - Vaccarella               | 32              | Equipe Matra Simca Matra Simca MS660 (P / 3.0) Amon - Beltoise                    | 16              | David Piper Autorace Ferrari 512 M (S / 5.0) Craft - Weir                      |
| 5    | 15                 | Escuderia Montjuich Ferrari 512 M (S / 5.0) Juncadella - Vaccarella               | 23             | Martini Racing Team Porsche 917/20 (S / 5.0) Joest - Kauhsen                      | 19              | John Wyer Automotive Engineering Ltd. Porsche 917 K (S / 5.0) Attwood - Müller    | 58              | North American Racing Team Ferrari 365 GTB/4 (S / 5.0) Grossman - Chinetti Jr. |

### Classement final de la course

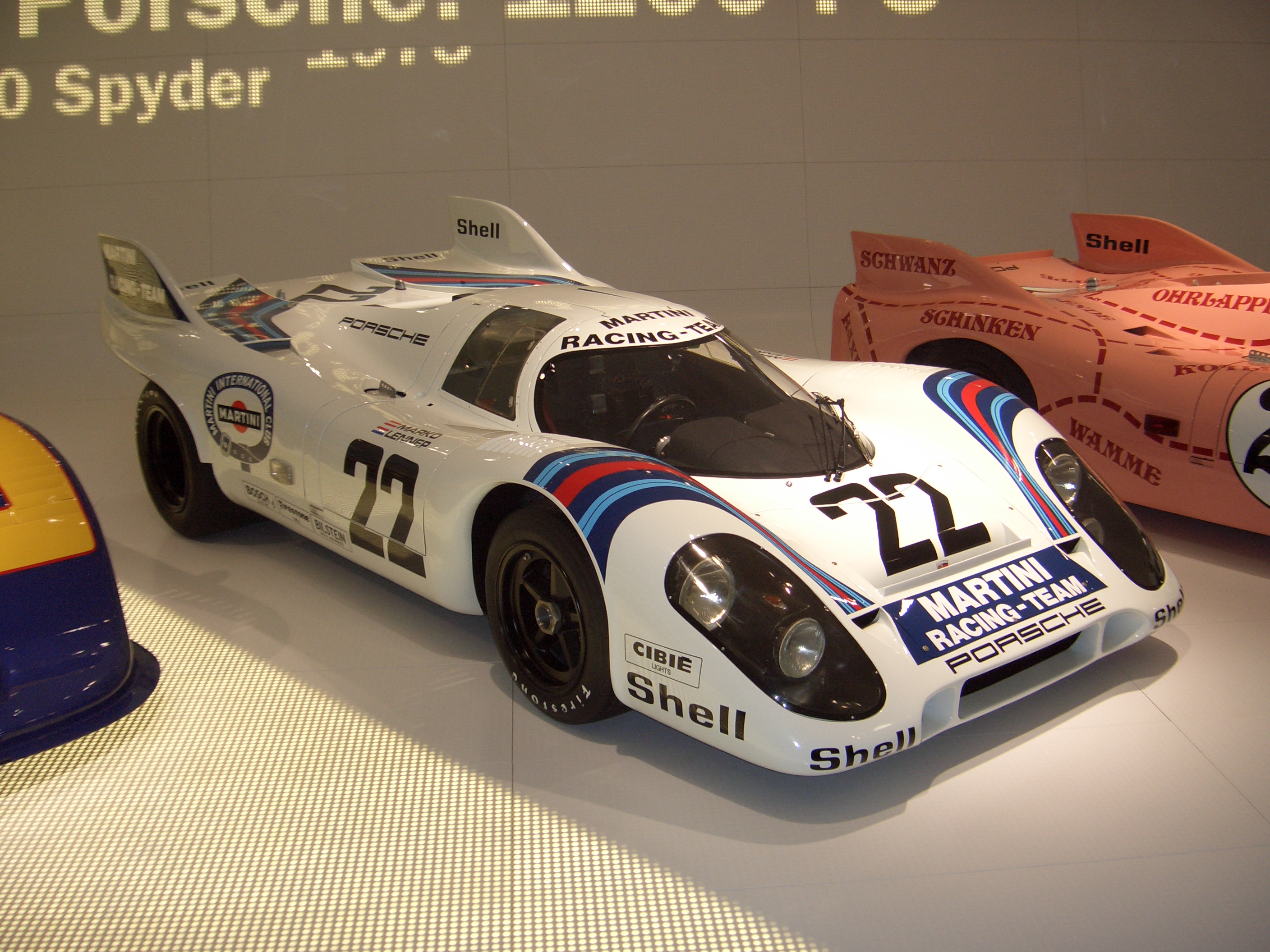
La Porsche 917 K, victorieuse de l'édition 1971.

Voici le classement officiel au terme des 24 heures de course.
- Les vainqueurs de chaque catégorie sont signalés par un fond jauni.
- Dans la colonne Pneus[1] apparaît l'initiale du fournisseur, il suffit de placer le pointeur au-dessus du modèle pour connaître le manufacturier de pneumatiques.

| Pos.  | Catégorie | N° | Écurie                                      | Pilotes                                           | Châssis                        | Moteur                    | Pneus | Tours |
| ----- | --------- | -- | ------------------------------------------- | ------------------------------------------------- | ------------------------------ | ------------------------- | ----- | ----- |
| 1     | S 5.0     | 22 | Martini Racing Team                         | Helmut Marko Gijs van Lennep                      | Porsche 917 K                  | Porsche 4.9L Flat-12      | F     | 397   |
| 2     | S 5.0     | 19 | John Wyer Automotive Engineering Ltd.       | Richard Attwood Herbert Müller                    | Porsche 917 K                  | Porsche 4.9L Flat-12      | F     | 395   |
| 3     | S 5.0     | 12 | North American Racing Team                  | Sam Posey Tony Adamowicz                          | Ferrari 512 M                  | Ferrari 5.0L V12          | G     | 366   |
| 4     | S 5.0     | 16 | David Piper Autorace                        | Chris Craft David Weir                            | Ferrari 512 M                  | Ferrari 5.0L V12          | G     | 355   |
| 5     | S 5.0     | 58 | North American Racing Team                  | Bob Grossman Luigi Chinetti Jr.                   | Ferrari 365 GTB/4              | Ferrari 4.4L V12          | G     | 314   |
| 6     | GT +2.0   | 63 | ASA Cachia Bundi                            | Raymond Touroul André Anselme                     | Porsche 911S                   | Porsche 2.4L Flat-6       | D     | 306   |
| 7     | P 2.0     | 49 | André Wicky Racing Team                     | Walter Brun Peter Mattli (de)                     | Porsche 907                    | Porsche 2.0L Flat-6       | F     | 306   |
| 8     | GT +2.0   | 38 | René Mazzia                                 | René Mazzia Jürgen Barth                          | Porsche 911EC                  | Porsche 2.4L Flat-6       | M     | 303   |
| 9     | GT +2.0   | 42 | Jean Mésange                                | Jean Mésange « Gédéhem »                          | Porsche 911S                   | Porsche 2.2L Flat-6       | D     | 298   |
| 10    | GT +2.0   | 26 | Nicolas Koob                                | Erwin Kremer (de) Nicolas Koob (de) Günther Huber | Porsche 911S                   | Porsche 2.4L Flat-6       | D     | 292   |
| 11    | GT +2.0   | 39 | A.G.A.C.I.                                  | Guy Verrier Gérard Foucault                       | Porsche 911S                   | Porsche 2.2L Flat-6       | D     | 290   |
| 12    | GT +2.0   | 44 | The Paul Watson Race Organisation           | Paul Vestey Richard Bond (de)                     | Porsche 911S                   | Porsche 2.2L Flat-6       | D     | 286   |
| 13    | GT +2.0   | 36 | Écurie Jean Sage                            | Björn Waldegård Bernard Cheneviére                | Porsche 911S                   | Porsche 2.4L Flat-6       | D     | 263   |
| N. c. | P 3.0     | 24 | Automobiles Ligier                          | Guy Ligier Patrick Depailler                      | Ligier JS3                     | Ford Cosworth DFV 3.0L V8 | G     | 270   |
| Abd.  | GT +2.0   | 35 | Pierre Greub                                | Sylvain Garant Pierre Greub                       | Porsche 911S                   | Porsche 2.4L Flat-6       | D     |       |
| Abd.  | S 5.0     | 57 | Zitro Racing Team / Dominique Martin        | Dominique Martin Gérard Pillon                    | Porsche 917 K                  | Porsche 4.5L Flat-12      | G     |       |
| Abd.  | P 3.0     | 29 | André Wicky Racing Team                     | André Wicky Max Cohen-Olivar                      | Porsche 908/2                  | Porsche 3.0L Flat-8       | F     |       |
| Abd.  | S 5.0     | 17 | John Wyer Automotive Engineering Ltd.       | Jo Siffert Derek Bell                             | Porsche 917 LH                 | Porsche 4.9L Flat-12      | F     |       |
| Abd.  | P 3.0     | 32 | Equipe Matra Simca                          | Chris Amon Jean-Pierre Beltoise                   | Matra Simca MS660              | Matra 3.0L V12            | G     |       |
| Abd.  | S 5.0     | 9  | Écurie Francorchamps                        | Hugues de Fierlant Alain de Cadenet               | Ferrari 512 M                  | Ferrari 5.0L V12          | F     |       |
| Abd.  | S 5.0     | 6  | Scuderia Filipinetti Scuderia Picchio Rosso | Corrado Manfredini Giancarlo Gagliardi (nl)       | Ferrari 512 M                  | Ferrari 5.0L V12          | G     |       |
| Abd.  | GT 2.0    | 47 | André Wicky Racing Team                     | Jean-Jacques Cochet Jean Selz                     | Porsche 911S                   | Porsche 2.0L Flat-6       | D     |       |
| Abd.  | GT +2.0   | 1  | Écurie Léopard                              | Jean-Claude Aubriet Jean-Pierre Rouget            | Chevrolet Corvette C3 Stingray | Chevrolet 7.0L V8         | D     |       |
| Abd.  | P 3.0     | 30 | Louis Cosson                                | Louis Cosson Helmut Leuze                         | Porsche 908/2                  | Porsche 3.0L Flat-8       | D     |       |
| Abd.  | GT 2.0    | 69 | Autohaus Max Moritz GmbH                    | Gerd F. Quist Dietrich Krum                       | Porsche 914/6 GT               | Porsche 2.0L Flat-6       | G     |       |
| Abd.  | GT +2.0   | 2  | Greder Racing                               | Marie-Claude Charmasson Henri Greder              | Chevrolet Corvette C3 Stingray | Chevrolet 7.0L V8         | G     |       |
| Abd.  | S 5.0     | 18 | John Wyer Automotive Engineering Ltd.       | Pedro Rodríguez Jackie Oliver                     | Porsche 917 LH                 | Porsche 4.9L Flat-12      | F     |       |
| Abd.  | S 5.0     | 15 | Escuderia Montjuich                         | José Juncadella Nino Vaccarella                   | Ferrari 512 M                  | Ferrari 5.0L V12          | F     |       |
| Abd.  | P 3.0     | 28 | Auguste Veuillet / Établissement Sonauto    | Claude Ballot-Léna Guy Chasseuil                  | Porsche 908/2                  | Porsche 3.0L Flat-8       | D     |       |
| Abd.  | S 5.0     | 7  | Scuderia Filipinetti                        | Mike Parkes Henri Pescarolo                       | Ferrari 512 F                  | Ferrari 5.0L V12          | G     |       |
| Abd.  | GT +2.0   | 65 | Jacques Dechaumel                           | Jacques Dechaumel Jean-Claude Parot               | Porsche 911S                   | Porsche 2.3L Flat-6       | D     |       |
| Abd.  | S 5.0     | 23 | Martini Racing Team                         | Reinhold Joest Willi Kauhsen                      | Porsche 917/20                 | Porsche 4.9L Flat-12      | F     |       |
| Abd.  | S 5.0     | 21 | Martini Racing Team                         | Vic Elford Gérard Larrousse                       | Porsche 917 LH                 | Porsche 4.9L Flat-12      | F     |       |
| Abd.  | GT +2.0   | 33 | Rey Racing                                  | Jean-Pierre Cassegrain Jacques Rey                | Porsche 911S                   | Porsche 2.4L Flat-6       | D     |       |
| Abd.  | GT 2.0    | 46 | Ecurie Porsche Club Romand                  | Paul Keller (pl) Jean Sage                        | Porsche 914/6 GT               | Porsche 2.0L Flat-6       | F     |       |
| Abd.  | GT +2.0   | 34 | Richie Ginther Racing Inc.                  | Alain Johnson Elliott Forbes-Robinson             | Porsche 911S                   | Porsche 2.4L Flat-6       | G     |       |
| Abd.  | GT +2.0   | 37 | Pierre Mauroy                               | Pierre Mauroy Jean-Claude Lagniez                 | Porsche 911S                   | Porsche 2.4L Flat-6       | D     |       |
| Abd.  | GT +2.0   | 40 | Jean Egreteaud                              | Jean Egreteaud Jean-Marie Jacquemin               | Porsche 911S                   | Porsche 2.2L Flat-6       | D     |       |
| Abd.  | GT +2.0   | 41 | Jean-Pierre Gaban                           | Jean-Pierre Gaban Willy Braillard                 | Porsche 911S                   | Porsche 2.2L Flat-6       | D     |       |
| Abd.  | P 2.0     | 50 | Camel Filters Team Huron                    | Guy Edwards Roger Enever                          | Lola T212                      | Ford Cosworth FVC 1.8L I4 | D     |       |
| Abd.  | S 5.0     | 11 | Roger Penske / Kirk F. White                | Mark Donohue David Hobbs                          | Ferrari 512 M/P                | Ferrari 5.0L V12          | G     |       |
| Abd.  | S 5.0     | 10 | Gelo Racing Team                            | Georg Loos Franz Pesch                            | Ferrari 512 M                  | Ferrari 5.0L V12          | F     |       |
| Abd.  | P 3.0     | 60 | Claude Haldi                                | Claude Haldi Hans-Dieter Weigel                   | Porsche 908/2                  | Porsche 3.0L Flat-8       | F     |       |
| Abd.  | S 5.0     | 14 | North American Racing Team                  | Masten Gregory George Eaton                       | Ferrari 512 S Spyder           | Ferrari 5.0L V12          | G     |       |
| Abd.  | GT +2.0   | 66 | Rey Racing                                  | Jean-Claude Guérie Claude Mathurin                | Porsche 911S                   | Porsche 2.4L Flat-6       | M     |       |
| Abd.  | GT +2.0   | 48 | Jean-Pierre Hanrioud                        | Jean-Pierre Hanrioud Mario Ilotte                 | Porsche 911S                   | Porsche 2.2L Flat-6       | P     |       |
| Abd.  | GT +2.0   | 43 | François Migault                            | Jean-Pierre Bodin Gilbert Courthiade              | Porsche 911S                   | Porsche 2.2L Flat-6       | D     |       |
| Abd.  | P 3.0     | 27 | Christian Poirot                            | Christian Poirot (de) Jean-Claude Andruet         | Porsche 910                    | Porsche 3.0L Flat-8       | D     |       |
| Abd.  | S 5.0     | 5  | Racing Team VDS                             | Teddy Pilette Gustave Gosselin                    | Lola T70 Mk.IIIB               | Chevrolet 5.0L V8         | G     |       |

Détail :
- La no 24 Ligier JS3 n'a pas été classée pour distance parcourue insuffisante (moins de 70 % de la distance parcourue par le 1er de l'épreuve).

## Pole position et record du tour
- Pole position : Pedro Rodríguez sur no 18 Porsche 917 LH - John Wyer Automotive Engineering Ltd en 3 min 13 s 9 (250,069 km/h, record absolu du tracé de 13,469 km)
- Meilleur tour en course : Jackie Oliver sur no 18 Porsche 917 LH - John Wyer Automotive Engineering Ltd en 3 min 18 s 4 (244,397 km/h)

## Classement à l'indice de rendement énergétique
- Victoire : no 58 Ferrari 365 GTB 4 - North American Racing Team (NART)

## Classement à l'indice de performance
- Victoire : no 22 Porsche 917 K - Martini International Racing Team

## Heures en tête
Voitures figurant en tête de l'épreuve à la fin de chaque heure de course :
| n° | Voiture        | Écurie              | Pilotes                         | Heures       | Total     |
| -- | -------------- | ------------------- | ------------------------------- | ------------ | --------- |
| 18 | Porsche 917 LH | John Wyer           | Pedro Rodríguez Jackie Oliver   | 1re 3e à 11e | 10 heures |
| 17 | Porsche 917 LH | John Wyer           | Jo Siffert Derek Bell           | 2e           | 1 heure   |
| 15 | Ferrari 512 M  | Escuderia Montjuich | José Juncadella Nino Vaccarella | 12e          | 1 heure   |
| 22 | Porsche 917 K  | Martini Racing Team | Helmut Marko Gijs van Lennep    | 13e à 24e    | 12 heures |

## À noter
- Longueur du circuit : 13,469 km
- Distance parcourue : 5 335,313 km (record absolu de l'épreuve jusqu'en 2010)
- Vitesse moyenne : 222,304 km/h
- Écart avec le 2e : 28,965 km
- 290 000 spectateurs